# Thaïs (hétaïre)
Pour les articles homonymes, voir Thaïs.
Thaïs  (en grec ancien Θαΐς / Thaḯs) est une hétaïre athénienne ayant vécu au IVe siècle av. J.-C. Elle accompagne l'expédition d'Alexandre le Grand en Asie ; elle est la maîtresse de Ptolémée et donne naissance à trois enfants.

## Biographie
Réputée à Athènes pour sa beauté, elle séduit notamment Ménandre, le poète comique, qui donne son nom à l'une de ses pièces[réf. nécessaire]. Elle accompagne l'expédition d'Alexandre le Grand en Asie, soit depuis le départ, soit depuis le séjour en Égypte, peut-être déjà en qualité de maîtresse de Ptolémée. La tradition de la vulgate veut que ce soit elle qui, à l'issue d'une nuit orgiaque, met dans la main d'Alexandre la torche qui embrase Persépolis en 330 av. J.-C.. Selon Athénée, Ptolémée aurait fini par l'épouser. Elle a donné naissance à trois enfants, probablement avant l'installation en Égypte : Lagos, Léontiscos et Irène qui épouse le roi de Chypre Eunostos de Soles. Elle n'est ensuite plus mentionnée par les sources.

## Bibliographie

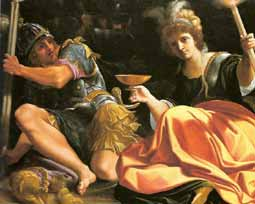
Lodovico Carracci, Alexandre et Thaïs.